# آدری دویکر
آدری دویکر (هلندی: Adri Duyker؛ زادهٔ ۱۳ اکتبر ۱۹۴۶) دوچرخه‌سوار اهل هلند است.
وی در مسابقات کشوری و بین‌المللی در مجموع برندهٔ ۱ مدال نقره، ۱ مدال برنز شده‌است.